# Алдриен (король Арморики)
Алдриен (брет. Aldrien; 373—464) — сын и наследник короля Арморики Саломона I. Легендарный или полулегендарный правитель Арморики. Традиционные даты правления — 446—464 годы.

## Биография
Как потомок Эудава Старого, он был и ему наследником. Гвитилин, архиепископ Каэр-Лундейна, предложил ему британский верховный трон. На тот момент в Британии не было единого монарха, после смерти императора Грациана, да и в 410 году римская армия полностью покинула остров. Алдриену было известно о хаотическом состоянии острова и об ущербе, причинённом вторжениями пиктов, саксов и ирландцев. Не желая царствовать на острове, он послал своего брата, Константина, вместо него, с 2000 воинами.
Алдриен был женат на сестре епископа Церкви Святого Германа, что на острове Мэн. В браке родилось несколько сыновей.
В 464 году Алдриен умер и ему наследовал его старший сын Будик I.